# 奥拉维克国家公园
奥拉维克国家公园（英語：Aulavik National Park）是一座位于加拿大西北地区的国家公园，建于1992年。奥拉维克是因纽特语，意为人类旅行的地方。